# Синагога Машмиа Ешуа
Синагога Машмиа Ешуа — синагога в центре Янгона, недалеко от пагоды Суле, единственная синагога в Мьянме. Основана в 1854 году после второй англо-бирманской войны общиной иракских евреев. Каменное здание возведено между 1893—1896 годами после третьей англо-бирманской войны. Богослужение ведётся по иракскому сефардскому канону восточных общин.
Сегодня в синагоге молятся в основном работники израильского и американского посольств.